# Kornel Kossowicz
Kornel Kossowicz (cca 1836 – 4. srpna 1907 Vídeň), byl rakouský soudce a politik z Bukoviny, koncem 19. století poslanec Říšské rady.

## Biografie
Zastával významné justiční posty. Byl dvorním radou nejvyššího soudního dvora a kasačního soudu. Byl mu udělen Císařský rakouský řád Leopoldův.
Působil i jako poslanec Říšské rady (celostátního parlamentu Předlitavska), kam usedl v doplňovacích volbách roku 1880 za kurii městskou v Bukovině, obvod Suceava, Siret, Rădăuți atd. poté, co rezignoval Victor Ofenheim von Ponteuxin. Slib složil 30. listopadu 1880. Do parlamentu se vrátil v doplňovacích volbách roku 1888, nyní za kurii venkovských obcí v Bukovině, obvod Rădăuți, Suceava atd. Nastoupil 6. listopadu 1888 místo Isidora Zotty, rezignace byla oznámena na schůzi 4. prosince 1890. Do Říšské rady potom místo něj usedl Gustav Marin. Ve volebním období 1885–1891 se uvádí jako Kornel Kossowicz, rada c. k. zemského soudu, bytem Černovice.
Na Říšské radě se v roce 1889 uvádí coby člen konzervativního a federalistického Hohenwartova klubu.
Zemřel v srpnu 1907 ve věku 71 let.